# أل مارتينو
أل مارتينو (Al Martino) هو مغني وممثل أمريكي واسمه الأصلي جاسبر تشيني.

## روابط خارجية
- أل مارتينو على موقع IMDb (الإنجليزية)
- أل مارتينو على موقع ألو سيني (الفرنسية)
- أل مارتينو على موقع ميوزك برينز (الإنجليزية)
- أل مارتينو على موقع أول موفي (الإنجليزية)
- أل مارتينو على موقع قاعدة بيانات الأفلام السويدية (السويدية)
- أل مارتينو على موقع أول ميوزيك (الإنجليزية)
- أل مارتينو على موقع ديسكوغز (الإنجليزية)
- أل مارتينو على موقع قاعدة بيانات الفيلم (الإنجليزية)